# Un été sur Terre
Pour plus de détails, voir Fiche technique et Distribution.
Un été sur Terre ou Le Paradis sur Terre au Québec (Here on Earth) est un film américain de Mark Piznarski réalisé en 2000.
La chanson du film  Where You Are de Jessica Simpson et Nick Lachey est un succes et atteint la 22eme place au US Mainstream Top 40.

## Synopsis
Kelvin "Kelley" Morse et Jasper Arnold sont impliqués dans une course automobile et endommagent accidentellement Mable's Table, un restaurant appartenant aux parents de Samantha Cavanaugh. Tous deux sont condamnés à effectuer des travaux d'intérêt général en réparant les dégâts. Bien que Kelley soit issue d'une famille aisée et que les parents de Jasper appartiennent à la classe ouvrière, ils se retrouvent bientôt à se disputer la même fille, Samantha. Alors que Jasper et Samantha se fréquentent publiquement depuis des années, en secret, Kelley et Samantha commencent à passer du temps ensemble. Ils découvrent bientôt qu'ils ont plus en commun qu'ils ne l'imaginaient et ils tombent amoureux. Finalement, Jasper apprend leur idylle et ne l'apprécie pas du tout. Lors d'un voyage au domicile de Kelley à Boston, Kelley révèle à Samantha que sa mère s'est suicidée. Samantha amène Kelley dans la maison et ils dorment ensemble. Le matin, après que Sam ait préparé le petit déjeuner de Kelley, le père de Kelley arrive et l'informe qu'il doit aller à l'université tôt et abandonner son aventure avec Samantha. De retour dans la petite ville, les parents de Samantha apprennent bientôt que l'ostéosarcome de leur fille a rechuté, qui a été initialement découvert après une blessure à la piste, et qu'il ne lui reste plus que quelques mois à vivre. Samantha dit à Kelley qu'elle pense que chacun a son propre paradis et qu'il est composé d'une combinaison de toutes les choses que nous avons aimées dans la vie. Elle dit que sa mère a Kelley avec elle dans son paradis. Lorsque Kelley apprend la terrible vérité sur Samantha, il doit décider s'il doit obéir aux souhaits de son père et aller à l'université ou rester aux côtés de la première fille qu'il ait jamais aimée. Kelley et Jasper ont fini de reconstruire le restaurant et leur probation est terminée. À la fin, il revient pour être avec Samantha pendant ses derniers mois de vie. Lors de ses funérailles, Kelley récite un passage d'un poème que lui et Sam adoraient. Le film se termine par une photo de Samantha courant dans un champ dans sa version du paradis.

## Fiche technique
- Titre original : Here on Earth
- Titre français : Un été sur Terre
- Titre québécois : Le Paradis sur Terre
- Réalisation : Mark Piznarski
- Scénario : Michael Seitzman
- Musique : Andrea Morricone
- Pays d'origine :  États-Unis
- Langue originale : anglais
- Durée : 96 minutes
- Dates de sortie : 
 États-Unis,  Canada : 24 mars 2000
 Belgique : 21 juin 2000
 France : 8 février 2001 (sorti directement en VHS), 15 mai 2002 (en DVD)

## Distribution
- Chris Klein (VF : François Huin) : Kelvin Morse
- Leelee Sobieski (VF : Caroline Victoria) : Samantha Cavanaugh
- Josh Hartnett (VF : Adrien Antoine) : Jasper Arnold
- Michael Rooker (VF : Bernard-Pierre Donnadieu) : Malcolm Arnold
- Annie Corley : Betsy Arnold
- Bruce Greenwood (VF : Daniel Lafourcade) : Earl Cavanaugh
- Annette O'Toole (VF : Martine Meiraghe) : Jo Cavanaugh
- Elaine Hendrix : Jennifer Cavanaugh
- Stuart Wilson (VF : Philippe Catoire) : John Morse
- Ronni Saxon : Robin Arnold
- Maureen O'Malley : Patty
- Tac Fitzgerald (VF : Damien Boisseau) : Pete
- Jessica Stier : Vanessa
- Erik Eidem (VF : Christophe Lemoine) : Charlie
- Zach Fehst (VF : Arthur Pestel) : Steve
- Peter Syvertsen (VF : Jean-François Kopf) : Vin Pemrose

Source VF : Voxofilm

## Bande originale du film
La chanson du film  Where You Are de Jessica Simpson et Nick Lachey est un succes et atteint la 22eme place au US Mainstream Top 40. Jessica Simpson & Nick Lachey Where You Are vidéo officielle Youtube.com
1. Jessica Simpson & Nick Lachey - Where You Are
2. Sixpence None the Richer - I Need Love
3. Devin - Whatever Turns You On
4. Tal Bachman - If You Sleep
5. Tim James - Tic Tocs
6. Beth Orton - Don't Need a Reason
7. Stereophonics - Pick a Part That's New
8. Sixpence None the Richer - We Have Forgotten
9. Neve - Skyfall
10. Tori Amos - 1000 Oceans
11. Andrea Morricone - Birches
12. Andrea Morricone - Here on Earth Score Suite

- La chanson "Breakout" interprétée par Foo Fighters est également jouée pendant le film.